# Hypanthidioides nigripes
Hypanthidioides nigripes är en biart som först beskrevs av Urban 1993.  Hypanthidioides nigripes ingår i släktet Hypanthidioides och familjen buksamlarbin. Inga underarter finns listade i Catalogue of Life.